# 中西智代梨
中西智代梨（日语：／ Nakanishi Chiyori */?，1995年5月12日—）是日本女藝人，為女子偶像團體AKB48 Team A前成員，福岡縣出身，所屬經紀公司為TRUSTAR。2011年以HKT48一期生身分出道。2014年在「AKB48集團大組閣祭」後移籍至AKB48。2023年8月28日自AKB48畢業，同時為HKT48創團成員中最後一位畢業者。

## 經歷
2011年7月10日，通過最終審查正式成為HKT48創團成員。10月23日，在西武巨蛋舉行的《飛翔入手》發行紀念全国握手会活動「AKB48祭典 powerd by AKB48神TV」，與其他HKT48成員一同初次出席媒體公開活動。11月26日，於HKT48劇場柿落公演中正式於劇場出道。
2012年3月4日，Team H結成，從研究生升格為正式成員，為16位創團成員之一。
中西在HKT48經常負責綜藝表演，對於朝搞笑藝人發展抱有高度的興趣。2012年11月12日，出席了日本最知名的單人搞笑競賽R1大賽（R-1ぐらんぷり）的活動發起記者會，表明確定參與2013年度賽事的計畫。在此之前以AKB48集團也曾有數位成員挑戰過日本各大搞笑競賽，包括前NMB48成員小笠原茉由與岸野里香組成「牛小排與烤牛肉」（カルビ＆ロース），和小谷里步、近藤里奈與白間美瑠組成的「TMR48」挑戰2012短劇王，以及2007年時由當時的AKB48成員佐藤夏希與野呂佳代組成「Nochinon」（なちのん）挑戰M-1大賽（M-1グランプリ），但皆未勝出。中西亦是以偶像身分參與R1競賽的歷屆參賽者中成績最佳者。也因為在R1大賽中出色的表現，使得中西在演藝圈中的名聲大幅成長。
2014年2月24日，於DiverCity東京舉行的「AKB48集團大組閣祭」中，被宣布移籍至AKB48 Team A。3月，從高中畢業。4月23日，正式結束在HKT48的活動。4月25日，正式開始在AKB48的活動。
2018年，參加選秀節目《PRODUCE 48》並取得37名。
2020年9月，與AKB48成員大家志津香組成參加「M-1大賽」。
2023年4月29日，宣布移籍經紀公司至TRUSTAR。5月28日，於個人YouTube頻道的直播節目中宣布畢業。7月15日，開設官方粉絲俱樂部。8月28日，在AKB48劇場舉行畢業公演，正式從AKB48畢業。
2025年4月16日，發行首本個人寫真集《ちより日和》

## 人物
福岡出身，家中經營居酒屋。與HKT48二期生谷真理佳是中學及高中時的同班同學與好友，原本是以擔任聲優（配音員）作為目標，當初參加HKT48的一期生成員徵選是因為谷真理佳的鼓勵慫恿。在加入HKT48後，也反過來邀請谷報名二期生徵選，並成功地成為隊友。兩人在HKT48中都是搞笑能力較為出色的綜藝班成員，並經常進行小短劇之類的合作表演。在HKT48初期經常與村重杏奈、下野由貴、谷真理佳一同被視為是HKT48中的「綜藝班」成員，除了擅長模仿與誇張的扮鬼臉等搞笑技能，也是整個AKB48集團中公認主持話術能力較出色的新秀之一。
雖然並非單曲選拔的熱門人選也非前排成員，但在HKT48的各個冠名節目中出席頻率非常高的中西，一直被視為是炒熱節目與公演對話時間現場氣氛的重要成員。因此身兼HKT48劇場經理一職的指原莉乃曾經在電視節目中提及，當中西與谷兩人在2014年2月的AKB48集團大組閣祭中被宣布要移藉至AKB48與SKE48時，指原曾在第一時間去電總製作人秋元康，爭取是否能將兩人的異動改為兼任而非完全移籍，並在秋元解釋了調動這兩名成員的動機與考量後，才得以釋懷。

## 參與歌曲
- 標註「★」符號者表示該曲有拍攝MV。

### 單曲CD
HKT48
|      | 發行日期      | 單曲名稱               | 參與歌曲名稱           | 名義     | 收錄於 | MV | 備註               |
| ---- | ------------- | ---------------------- | ---------------------- | -------- | ------ | -- | ------------------ |
| 1st  | 2013年3月20日 | 喜歡！喜歡！小跳步！   | 喜歡！喜歡！小跳步！   |          | 全版本 | ★  | A面曲 首次進入選拔 |
| 1st  | 2013年3月20日 | 喜歡！喜歡！小跳步！   | 求求你華倫亭           |          | 全版本 |    |                    |
| 1st  | 2013年3月20日 | 喜歡！喜歡！小跳步！   | 現在是第一             | 旨口姬   | Type-B | ★  |                    |
| 2nd  | 2013年9月4日  | 哈密瓜汁               | 在那裡思考些什麼？     |          | 全版本 |    |                    |
| 2nd  | 2013年9月4日  | 哈密瓜汁               | 泥之節拍器             | 皆口姬   | Type-B | ★  |                    |
| 3rd  | 2014年3月12日 | 櫻花，大家一起來品嚐   | 櫻花，大家一起來品嚐   |          | 全版本 | ★  | A面曲              |
| 3rd  | 2014年3月12日 | 櫻花，大家一起來品嚐   | 你怎麼了？             |          | 全版本 |    |                    |
| 3rd  | 2014年3月12日 | 櫻花，大家一起來品嚐   | 已讀無視               | Team H   | Type-A | ★  |                    |
| 3rd  | 2014年3月12日 | 櫻花，大家一起來品嚐   | 因為喜歡你（博多腔版） |          | 劇場盤 |    |                    |
| 4th  | 2014年9月24日 | 有所保留的我愛你！     | 現在 正想著你          |          | 全版本 |    |                    |
| 10th | 2017年8月2日  | 接吻真的只能慢慢來嗎？ | 戀愛的Ribbon！         | 村重選拔 | Type-C | ★  |                    |

AKB48
|      | 發行日期       | 單曲名稱         | 參與歌曲名稱           | 名義                | 收錄於    | MV | 備註     |
| ---- | -------------- | ---------------- | ---------------------- | ------------------- | --------- | -- | -------- |
| 27th | 2012年2月15日  | 格子花紋         | 那一天的風鈴           | Waiting Girls       | 劇場盤    |    | 出道作品 |
| 29th | 2012年12月5日  | 永遠的壓力       | 初戀蝴蝶               | HKT48               | Type-C    | ★  |          |
| 35th | 2014年2月26日  | 勇往直前         | KONJO                  | Talking Chimpanzees | Type-C    | ★  |          |
| 36th | 2014年5月21日  | 拉布拉多獵犬     | 你如此任性             | Team A              | Type-A    | ★  |          |
| 38th | 2014年11月26日 | 希望無限         | 順從的Slave            | Team A              | Type-A    |    |          |
| 38th | 2014年11月26日 | 希望無限         | 我想歌唱               | 嘉德麗亞蘭組        | Type-C    | ★  |          |
| 42nd | 2015年12月9日  | 紅唇Be My Baby   | 溫柔的place            | Team A              | Type-A    | ★  |          |
| 43rd | 2016年3月9日   | 你就是旋律       | 獻給M.T.               | Team A              | 劇場盤    |    |          |
| 44th | 2016年6月1日   | 不需要翅膀       | Set me free            | Team A              | Type-A、B | ★  |          |
| 52nd | 2018年5月30日  | Teacher Teacher  | 新鐘聲                 | Team B              | Type-C    | ★  |          |
| 54th | 2018年11月28日 | NO WAY MAN       | 一下就被看穿真是對不起 | PRODUCE48選拔       | Type-A    | ★  |          |
| 58th | 2021年9月29日  | 一切都成Rumor    | Black Jaguar           | First Generation    | 劇場盤    |    |          |
| 59th | 2022年5月18日  | 是前男友         | 懦弱的樹懶             | Team A              | Type-A    |    |          |
| 60th | 2022年10月19日 | 久違的Lip Gloss  | 命運之歌               | 1st Generation      | 劇場盤    |    |          |
| 61st | 2023年4月26日  | 無論如何都喜歡你 | Da Re Da               | Universe Girls      | 劇場盤    |    |          |

其他
| 發行日期       | CD名稱                 | 參與歌曲名稱   | 名義  | 收錄於 | MV | 備註                                   |
| -------------- | ---------------------- | -------------- | ----- | ------ | -- | -------------------------------------- |
| 2014年12月24日 | 與其溫柔不如給我一個吻 | 微弱春風       |       | 全版本 | ★  | 渡邊美優紀猜拳大會solo單曲的C/W曲      |
| 2015年12月23日 | 右腳的證明             | 你一直都在哪裡 | AKB48 | 全版本 | ★  | 藤田奈那猜拳大會solo單曲的C/W曲 Center |

### 專輯CD
AKB48
|     | 發行日期      | 專輯名稱                     | 參與歌曲名稱      | 名義                    | 收錄於          | 備註 |
| --- | ------------- | ---------------------------- | ----------------- | ----------------------- | --------------- | ---- |
| 4th | 2012年8月15日 | 1830m                        | 藍天 不會寂寞嗎？ | AKB48+SKE48+NMB48+HKT48 | 全版本          |      |
| 6th | 2015年1月21日 | 這裡是羅德斯島、在這裡跳吧！ | Oh! Baby!         | Team A                  | Type-A          |      |
| 6th | 2015年1月21日 | 這裡是羅德斯島、在這裡跳吧！ | 繼續活下去        |                         | Type-B          |      |
| 8th | 2017年1月25日 | 0與1之間                     | Clap              | Team A                  | MILLION SINGLES |      |

### 劇場公演
在AKB48及HKT48的劇場公演中，中西除了參與全隊的合唱曲之外，也是下述小組曲（Unit曲）的參與曲目：
- AKB48
  - Team A 7th Stage「戀愛禁止條例」
    - 《傲嬌女生》（ツンデレ!）

- HKT48
  - Team H 1st Stage「手牽手」（手をつなぎながら）
    - 《胸口的條碼》（この胸のバーコード）

  - Team H「博多傳奇」（博多レジェンド）
    - 《天國小子》（天国野郎）

  - 向日葵組「睡衣兜風」（パジャマドライブ）
    - 《睡衣兜風》

## 演出

### 廣播
- HKT48 夜裡聽廣播（日语：HKT48 ラジオ聴かナイト!）（2012年4月8日－2014年5月25日，KBC電台）- 主持人

### 電視劇
- 拔河女孩（2013年2月2日，福岡放送）：飾演 友惠[28]
- 馬路須加學園4（2015年1月19日－3月30日，日本電視台）：飾演 醜愛（ブサカワ）
- 豆腐職業摔角 最終話（2017年7月2日，朝日電視台）：飾演 謎之練習生
- AKB48之歌 第1、2話「戀愛的幸運餅乾」（2022年5月21日、28日，光TV頻道＋）：飾演 チヨリ[29]

### 電影
- AKB ShortShorts《9扇窗戶》 （2016年2月6日，Canter） ：飾演 早織（主演）[30][31]
- 神と恩送り、（2024年4月6日，GR Corporation）- 主演[32][33]

### 舞台劇
- 吉本新喜劇「マジで忠臣蔵!! 完全版」（2013年4月3日，IMS Hall）[34]
- 馬路須加學園 〜京都・血風修學旅行〜（2015年5月14日－19日，東京AiiA劇場）：飾演 近藤[35]
- 馬路須加學園 ～Lost In The SuperMarket〜（2016年7月25日－8月5日，TBS赤坂ACT劇場）：飾演 カンドレ[36]
- 朗讀劇場「戀工場」（2016年9月19日，Bellesalle澀谷花園 C廳）[37]
- コメディーショー「OH!MY GOD!」（2019年1月23日－27日，築地Buddhist Hall）[38]
- 劇團TEAM-ODAC 第37回本公演 15週年紀念作品「抓狂一族〜兒童大戰〜」（2021年7月10日－18日，全勞濟會館（日语：スペース・ゼロ））：飾演 山田真夜[39][40]
- 劇団ズッキュン娘第16回公演「2番目でいいの♡」（2022年3月24日－27日，新国立劇場 小劇場）[41]
- The Great Gatsby In Tokyo（2022年6月17日－21日，三越劇場）：飾演 黛西·布卡南（Modern Ver）[42][43][44]
- 音樂劇「THE SHOWTIME 2nd STAGE」（2022年7月5日－10日，Green劇場）：飾演 柴崎透子（Team B）[45]

### 活動
- 豆腐職業摔角 The REAL 2017 WIP CLIMAX in 後樂園會館（2017年8月29日，後樂園會館）：飾演 グイグイ中西[46]
- 豆腐職業摔角 The REAL 2018 WIP QUEENDOM in 愛知縣体育館（2018年2月23日，愛知縣體育館） ：飾演 グイグイ中西[47]

### 網絡節目
- AKB48Team8!!2015夏 全国縦断!島田★中村★中西のTeam88ラッチ!!～彼女たちの“ひと夏”を繋ぐロードムービー～（2015年11月9日－12月25日，LoGiRL）[48]
  - AKB48 Team8 スクープ8見! 88ラッTeam 8!!（2015年11月20日－12月25日，LoGiRL）
- SHAKE UP WALLOP（2024年1月12日－6月28日，WALLOP）- 週五MC[49]

## 書籍

### 写真集
- ちより日和（2025年4月16日，雙葉社）ISBN [50]

### 雜誌連載
- 鑽石ZAi （2016年4月号－2022年8月号，鑽石社）- 與武藤十夢、武藤小麟共同連載「AKB48 in NISA」[51][52][53]

### 桌曆
- クリアファイル付（卓上）AKB48 中西智代梨 カレンダー 2015年（2014年12月13日，ハゴロモ）JAN 4900459511972
- （卓上）AKB48 中西智代梨 カレンダー 2016年（2015年12月，AKS）JAN 4573310552034
- （卓上）AKB48 中西智代梨 カレンダー 2017年（2016年12月，AKS）JAN 4573458797410

## 備註
1. ↑  「柿落」是日本的表演藝術用語，意指一個劇場落成之後的首次公開演出。
2. ↑  進入2013總決賽圈的參賽者，幾乎都是擁有搞笑藝人出身背景。
3. ↑  2013年7月30日播出的HKT48冠名綜藝節目《HKT48豚骨魔法少女學院》中，出席擔任特別來賓的搞笑二人組COWCOW在接受主持人指原莉乃訪問時，提及中西智代梨出賽R1大賽三回戰而出了名一事。
4. ↑  2013年9月10日日本電視台播放的HKT48冠名綜藝節目《HKT48豚骨魔法少女學院》中，由擔任該集特別來賓的搞笑二人組博多華丸、大吉提及。
5. ↑  富士電視台於2014年4月23日播放的HKT48冠名綜藝節目《HKT48的御出掛！》之特集「中西智代梨、谷真理佳的大餞行會」中，由參與棚內錄影的中西與谷兩人，在接受主持人指原莉乃與後藤輝基訪談時提及。
6. ↑  2012年12月23日播放的《HaKaTa百貨店》片頭提及。
7. ↑  2012年10月7日播出的《HaKaTa百貨店》中由本人提及。
8. ↑  《HKT48的御出掛！》之攝影棚內單元中，由指原本人與另一位主持人後藤輝基在對談時提及。
9. ↑  Waiting Girls是由171名有參與第四次總選舉但沒有入圍前64名的圈外成員所共同組成，演唱大合唱曲《那一天的風鈴》。

## 外部連結
- 中西智代梨官方粉絲俱樂部（日語）
- TRUSTAR個人介紹頁 （页面存档备份，存于）（日語）
- AKB48個人介紹頁 （日語）
- HKT48個人介紹頁（日語）
- 中西智代梨的X（前Twitter）（日語）
- 中西智代梨的Instagram帳戶（日語）
- 中西智代梨的Threads（日語）
- 中西智代梨 官方755 （页面存档备份，存于）（日語）
- YouTube上的ちよチャンネル頻道（日語）